# Hohwald (Odenwald)
Der Hohwald ist ein 552,8 m ü. NHN hoher und vollständig bewaldeter Berg im Odenwald und liegt im Nordwestzipfel der Gemarkung Schloßau an der Westgrenze der Gemeinde Mudau im baden-württembergischen Neckar-Odenwald-Kreis, nur rund 400 Meter von der Landesgrenze nach Hessen entfernt, die nordwestlich von ihm vor Hesselbach am Beginn des Anstiegs auf die Kammlinie der Hohen Langhälde (548,3 m) liegt. 
Über den Hohwald führt der Neckar-Odenwald-Limes, von dem noch zwei Wachtürme als Bodendenkmal auf der Bergkuppe zu finden sind, einer im Norden und einer im Südosten. Der Limes zeigt auf dem Hohwald eine bemerkenswerte Abweichung von der bei den Römern üblichen schnurgeraden Linienführung. Von Norden von der Hohen Langhälde kommend, biegt er nach Osten ab, um die Kammlinie des Heidenbergs zu erreichen. Der Neckar-Odenwald-Limes erreicht auf dem Hohwald seine höchstgelegene Stelle. Auch in unserer Zeit ist der Limes hier als Grenze noch immer von Bedeutung, insofern als die Gemarkungsgrenze zwischen Schloßau und dem nordöstlich angrenzenden Mörschenhardt seinem Verlauf folgt. 
Die Bergkuppe des Hohwalds hat die Form eines Rechtecks mit abgerundeten Kanten und mit nach allen Seiten zunächst sanft abfallenden Hängen. Die 550-Meter-Linie umschreibt eine Fläche von etwa drei Hektar. An den Hohwald schließen sich die zwei schon beschriebenen Höhenzüge an, über die auch der Limes führt und schließlich noch ein nach Süden führender rund 1400 Meter langer und schmaler Bergrücken, der in dem Sachsenberg (499,3 m) gipfelt und dann auf drei Seiten steil in teilweise über 200 Meter tief eingeschnittene Täler abfällt: nach Westen zum Itterbach, nach Süden zum Galmbach und nach Südosten zum Wassergrund. Diese Täler sind Verkehrsadern für den überörtlichen Straßenverkehr.